# Duror Fashion Group
Duror Fashion Group, ontstaan uit het bedrijf Perquy-Braet met stichtingsjaar 1938, later Duror genoemd, was tot juni 2024 een Belgisch modehuis met als belangrijkste merken Terre Bleue voor casual chic kleding voor dames en heren, Gigue en Zilton. Het hoofdkantoor van het bedrijf is gevestigd in Eke, een deelgemeente van Nazareth.

## Geschiedenis
Het bedrijf werd in 1938 opgericht door Maurice Perquy (grootvader van Dirk Perquy), zijn vrouw en broer Jozef onder de naam Perquy-Braet. Het bedrijf was oorspronkelijk een streekgebonden groothandel in mutsen, sjaals en kousen. Na de Tweede Wereldoorlog breidden de activiteiten uit tot heel Vlaanderen en vervolgens heel België. In 1952 werd de naam gewijzigd in Duror ("Durable comme de l'or" - "duurzaam als goud"). In de jaren 1960 namen de zonen Piet en Erik het bedrijf over en breidden het gamma uit met kledij voor mannen, vrouwen en kinderen. Hierdoor kende het bedrijf een sterke groei. Eind jaren 1970 werd gestart met eigen collecties. Een lijn feestelijke dameskleding kreeg de naam Porcini en de eigen kinderkleding kreeg de naam Chummy Face.
In 1981 kwam met Dirk Perquy de derde generatie in het bedrijf. In 1988 nam hij het roer over. Het kinderlabel "Chummy Face" veranderde in de jaren 1990 in CF Company. Het merk Porcini bleef bestaan voor de geklede dameskledij, maar er bleek ruimte voor meer casual kleding. Hiervoor werd in 2002 het merk "Terre Bleue" gelanceerd. Eigenlijk was het de bedoeling van start te gaan onder de naam "Terre Neuve", maar die naam mocht niet gedeponeerd worden. Nog datzelfde jaar verkocht in 60 winkels; eind 2007 waren dat er al 540. Oorspronkelijk was Terre Bleue enkel een lijn vrouwenkledij, maar in 2008 veranderde de kinderkleding van naam: "CF Company" werd Terre Bleue Junior. Het moederbedrijf veranderde toen van naam: "Duror" werd "Duror/Two Faces". In 2009 werd een lijn herenkleding geïntroduceerd.
In 2009 kwam ook zoon Peter Perquy in de zaak, de vierde generatie.
In 2010 werd het gamma uitgebreid met schoenen voor vrouwen en kinderen, eveneens onder de naam "Terre Bleue".
Het bedrijf is nog steeds volledig in familiehanden, zonder extern kapitaal. Anno 2016 is Terre Bleue te koop in ongeveer 300 winkels in België. Het merk is verder ook in Nederland, Frankrijk en Luxemburg te koop. Een groot deel van de verkoop gebeurt ook online. In 2014 werd een omzet van ongeveer 18 miljoen euro verwacht. 70% van de omzet wordt nog steeds gehaald met de verkoop van dameskleding.
In 2017 bundelen ze kennis en expertise met het Belgisch modemerk Gigue, en maken deel uit van hetzelfde modebedrijf.
Anno 2017 zijn er doorheen Vlaanderen 16 eigen winkels van Terre Bleue en meer dan 250 multimerkenwinkels.

## Duror Fashion Group
In 2018 bundelen ze de krachten samen met het Belgische modehuis Zilton en maken zo deel uit van hetzelfde modehuis Duror Fashion Group.
In 2019 neemt Peter Perquy de leiding over. Daarmee is hij de vierde generatie die aan het roer staat van het modehuis.